# Zvi Koretz
Zvi Koretz, parfois orthographié Tzevi Koretz, né le 2 juin 1884 et décédé le 3 juin 1945, fut le grand-rabbin de l'importante communauté juive de Salonique en Grèce de 1933 à 1943, avant de mourir en déportation, en mars 1945.

## Biographie
Né à Rzeszów, en Galicie (Empire d'Autriche-Hongrie), il fit des études au Séminaire rabbinique Hildesheimer de Berlin et obtint un doctorat en philosophie ainsi qu'en langages sémitiques. 

### Grand-rabbin de Salonique
La communauté de Salonique, historiquement de tradition séfarade, fit appel à ce rabbin ashkénaze en 1933 pour des raisons non explicitées mais vraisemblablement pour donner une nouvelle impulsion à la communauté. Il entreprit d'apprendre le judéo-espagnol, la langue des juifs de Salonique, et entama des réformes dans l'organisation politique de la communauté. La première chose qu’entreprit Koretz fut de prendre le contrôle de la trésorerie et de déterminer son salaire. Il parvint à tisser des liens étroits avec la famille royale grecque puis avec le dictateur Ioánnis Metaxás. Néanmoins il fut très vite vivement critiqué dans la presse juive locale pour son arrogance et son train de vie dispendieux. En 1938, son mandat arrive à son terme et la communauté ne souhaite pas le renouveler. Cependant le gouverneur général de Salonique, M. Kirimis, ministre sous la dictature Metaxas signifia clairement au Conseil Communal que Zvi Koretz avait le support et la confiance du gouvernement et demanda que son terme soit renouvelé, ce qui fut fait.
Après l'invasion allemande de la Grèce il fut arrêté à Athènes le 15 avril 1941 à la sortie d'une réunion des dirigeants de la communauté juive pour avoir protesté contre la destruction d'une église de Thessalonique à la suite des bombardements nazis. Il fut alors interné près de Vienne dans des conditions restées mystérieuses. Neuf mois plus tard il revint à Salonique retrouvant son poste de grand rabbin de la communauté. Au cours du printemps 1942, il fut emprisonné à la suite de désaccords avec le président du conseil juif (Judenrat) inféodé aux nazis, Saby Saltiel qui lui reprochait de saper son autorité. Il fut ensuite libéré en septembre 1942, malgré l’opposition de Saby Saltiel et intégré au Conseil Communal, sur la demande de l'industriel Müller afin de prendre part aux négociations concernant le remplacement des travailleurs forcés juifs employés par sa firme par des ouvriers grecs salariés. Il parvint avec les autres membres du comité créé pour l'occasion à obtenir un accord avec les nazis concernant le paiement d'une rançon pour faire libérer ces travailleurs et œuvra à la réunion de cette somme par la communauté juive de Thessalonique comme d'Athènes.

### Rôle dans la déportation des Juifs de Salonique
En décembre 1942 il devint président du conseil juif en remplacement de Saby Saltiel, jugé inefficace et incompétent par la Gestapo, cumulant ainsi les titre de grand-rabbin et de président de la communauté. Le poste avait été préalablement proposé à Gabriel Safarana et Yomtov Yacoel qui tous deux refusèrent. Il fut alors une courroie de transmission essentielle entre le commandement nazi et la communauté. Sa nomination se traduisit par une amélioration substantielle de la gestion communautaire. 
Alois Brunner et Dieter Wisliceny les officiers nazis chargés de mener à bien la déportation des Juifs de Salonique arrivés en février 1943 s'appuyèrent sur son pouvoir pour assurer la correcte application de leurs directives visant à regrouper puis à expédier les Juifs en Pologne exigeant qu'il leur rédige un rapport deux fois par semaine. Il a été très vivement reproché à Koretz d'avoir exécuté leurs ordres aveuglément et avec célérité sans avoir cherché à éviter la déportation de sa communauté comme ce fut le cas du rabbin Barzilaï à Athènes qui par exemple n’établit jamais de liste des juifs. Il œuvra pour la mise en place des lois raciales à Salonique en y ajoutant sa touche personnelle par le communiqué « Nous demandons aux membres de notre communauté d’obéir strictement et sans délai à ces ordres ». Pour ce faire il envoya les enfants juifs effectuer le recensement de la communauté qui devait être effectué avant le 26 février. Koretz rassura jusqu'au dernier moment les Juifs sur leur sort. De plus il envoya des émissaires dans les communautés de Macédoine et de Thrace leur demandant d’obéir aux Nazis. Le 5 mars 1943 il publia l’appel suivant «  Nous appelons tous nos coreligionnaires à maintenir calme et auto-discipline. Nous leur demandons de ne pas paniquer ou croire les rumeurs qui sont sans fondements. Tout le monde doit continuer son travail et avoir confiance dans les leaders de la communauté » . 
Le 14 mars 1943, il assurait que la grande communauté juive de Cracovie, ignorant qu’elle n’existait plus, prendrait soin d’eux et que tout le monde trouverait un travail en fonction de ses qualités et préférences. Le lendemain matin partait le premier convoi de 2 800 hommes, femmes et enfants par wagon de bétail vers Auschwitz. Koretz y assistait, Le Ghetto du Baron Hirsch avait été vidé. Lors de son homélie dans une synagogue de Salonique le 17 mars 1943, jour du deuxième convoi, il leur signifia que tous seraient déportés appelant les riches à rester solidaires des pauvres dont la rumeur prétendait qu'ils seraient les seuls à partir. Il dut sortir sous les huées ne devant son salut qu'à la protection de la police juive. Koretz informa alors le président de la communauté de Béroia que trois des transports étaient arrivés à Cracovie où la communauté prenait soin des nouveaux arrivants. Le 29 mars 1943, Koretz envoya un télégramme au chef de la police de Katerini lui demandant qu'il arrête tous les juifs pour les envoyer à Salonique.
Koretz tenta de négocier le retour des Juifs des camps et leur affectation à des travaux forcés en Grèce ce qui lui valut d'être incarcéré par les autorités nazies. Il fut déporté en août 1943 en compagnie de sa famille et de 74 autres notables de la communauté ainsi que de 367 Juifs de nationalité espagnole au camp de concentration de Bergen-Belsen où il passa le reste de la guerre dans de relatives bonnes conditions. Il s’agissait du dernier convoi, les autres étant partis soit vers Auschwitz soit vers Treblinka. Il mourut du typhus peu après la libération du camp 1945 dans une gare alors qu'il s'éloignait du camp avec sa famille. 
En 1946 s’ouvrait le procès des collaborateurs de Salonique où ses adjoints furent condamnés à mort et exécutés.